# Сенчеста Борба 2
Сенчеста Борба 2 или Shadow Fight 2 е ролева бойна игра, разработена от Nekki. Това е втората част от поредицата и стартира на 22 октомври 2013 г. Играчите играят с воин, известен само като „Сянката“, който е стилизиран в безличен силует. След като отвори Портите на Сянката – пътят към „Сенчестия свят“ – е изложен на енергията на сенките. За да възстанови загубената си чест и физическо тяло, Сянката трябва да търси в света шест демона, избягали от Сенчестия свят, да вземе техните печати, да затвори портите и да ги победи в битка.

## Цел на играта
Въз основа на своята естетика, играта се провежда във фикционализирана версия на Феодална Япония. В отворения кинематографичен филм на главната роля Сянката обяснява, че е търсил достоен противник, и когато е попаднал пред Сенчестите порти. Когато отваря портите, шестте демони, които са затворени от другата страна, са освободени, а тялото на Сянката е обгърнато от мистичната Енергия на сенките, която го превръща в безличен силует. Вярвайки, че може да ги победи и ще му позволи да си възвърне физическото тяло, Сянката се зае да победи демоните и да вземе печатите, които те пазят и с които могат да бъдат използвани за затваряне на портите.
Сянката е подпомогнат в търсенето му от бившия му сенсей и приятелката му на име Мей. Групата пътува из региона, спирайки се в градовете, където са се настанили демоните. Сянката участва в различни турнири и битки, за да се подготви за битките с демоните и техните пазачи. Шестте демони, с които Сянката трябва да се изправи, са по ред:
- Рис, лидерът на орден, наречен Орденът.
- Отшелник, мощен магьосник и директор на училище Битка и магия.
- Месар, лидерът на юнушеска банда.
- Оса, кралицата на пиратите и дъщеря на бившия крал на пиратите.
- Вдовица, жена която може да съблазни всеки с красотата си.
- Шогун, безмилостен ронин и военачалник.

## Технологии
Сенчеста Борба 2 е двуизмерна бойна игра, в която играчите трябва да побеждават своите контролирани от компютър противници. В играта има и RPG елементи, които позволяват на играчите да надграждат бронята, оръжията и магическите си способности. Героите на играта са изцяло силуети, но анимациите са реалистични и базирани на физиката.

## Special Edition
Special Edition е платената версия на Сенчеста Борба 2. Издаден е през 17 август 2017 г., на Android и на 22 август 2017 г., на iOS. Тази версия по-често възнаграждава играчите със скъпоценни камъни и включва ексклузивна сюжетна линия, наречена Стари рани, която играе по-млад сенсей като главен герой. Версията на Nintendo Switch на Сенчеста Борба 2, пусната през 2018 г., съдържа същото съдържание като Специалното издание, както и ексклузивен местен режим за борба с двама играчи.